# Alopecosa balinensis
Alopecosa balinensis este o specie de păianjeni din genul Alopecosa, familia Lycosidae. A fost descrisă pentru prima dată de Giltay, 1935.
Este endemică în Bali. Conform Catalogue of Life specia Alopecosa balinensis nu are subspecii cunoscute.